# 神奈川沖浪裏
「神奈川沖浪裏」（かながわおきなみうら）は、葛飾北斎の名所浮世絵揃物『富嶽三十六景』全46図中の1図。現在は「神奈川沖波裏」とも表記する。横大判錦絵。「凱風快晴」「山下白雨」と合わせて三大役物と呼ばれる同シリーズ中の傑作で、画業全体を通して見ても最も広く世界に知られている代表作である。
凶暴なまでに高く激しく渦巻く波濤と、波に揉まれる3艘の舟、それらを目の前にしつつ、うねる波間から遥か彼方にある富士の山を垣間見るという、劇的な構図をとっている。一筋一筋の水の流れ、波濤のうねり、波に沿わせた舟の動き、富士山のなだらかな稜線といったものはすべて、幾重にも折り重なる対数螺旋の構成要素となっている。
モデルの地については様々な説がある。「神奈川沖」とは現在の神奈川県横浜市神奈川区の沖合であるが、図中の三艘の船は押送船と呼ばれ、房総半島から江戸に海産物を運ぶ際に利用されたものであるため、東京湾で神奈川の対岸にあたる木更津の沖合付近から富士を望んだという説がある。
大英博物館の調査によると、5000～8000枚が当時に摺られたと推測されている。また現在、世界中の美術館で約100点ほどが収蔵され、20～30点が市場に流通している可能性が高いとされる。

## 作品

### 構成
大波、3隻の船、背景の富士山、と3つの要素で構成されている。構成は左上隅にある署名によって補完される。

#### 富士山
富嶽三十六景の主題である富士山が画面中央下部に背景として描かれる。日本において富士山は、神聖であり、美の象徴とも考えられている。
本来雄大なはずの富士山は小さく描かれ、前景の大波の豪快さと対比させている。

#### 船
絵の内には大波に揉まれる3艘の船が描かれている。この船は当時活魚輸送などに使われた押送船である。ただし、船の描写には不正確な点が見られる。
船ごとに艪にしがみつく8人の漕ぎ手が居り、船首には2人以上の乗客が見え、画面内に居る人間は約30人である。人々は船の中で硬直し、動的な波との対比を見せている。

#### 波
海は荒れ狂い、波の波頭が砕けるその瞬間を切り取っている。波の曲線は弧を描き、背景の富士山を中心とする構図を形作る。波頭から飛び散る波しぶきは、まるで富士に降る雪のようでもある。奥の舟と波高はほぼ等しく、押送船の長さは一般的に12メートルから15メートルであり、北斎が垂直スケールを30%引き延ばしていることから、波の高さは10メートルから12メートルと推測できる。
この波は時として津波と解釈されることがある。このような解釈は1960年代以降のことである。それ以前は通常の発生する波として解釈されてきた。北斎の存命中には関東・関西には大きな津波は発生していないが、過去の大津波や1792年に九州で起きた肥後迷惑の様子を伝え聞いていた可能性はある。しかし本作品に書かれる波は波長が短く津波の描写では無い。
2019年1月24日にオックスフォード大学とエディンバラ大学の一発大波（フリークウェーブ）の研究にて巨大波の生成に成功。その波の形状が神奈川沖浪裏の形状に酷似しており、描かれたのが巨大波の可能性もある。

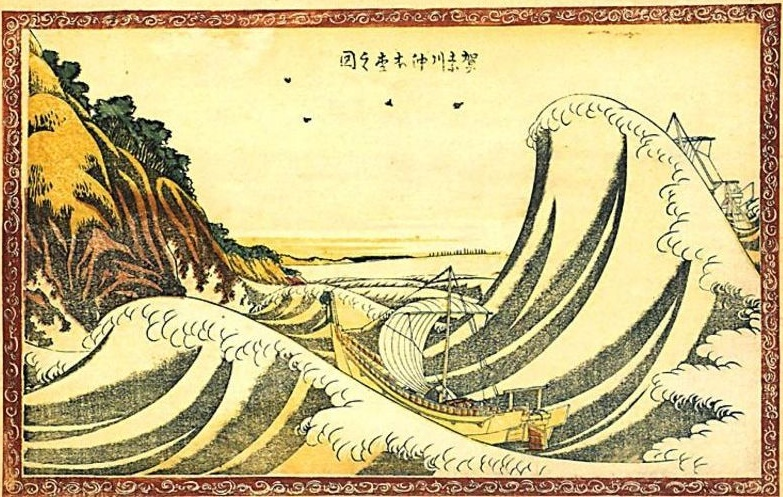
北斎が1803年に制作した『賀奈川沖本杢之図』での波。同じ神奈川沖合の波と船という題材を扱っている
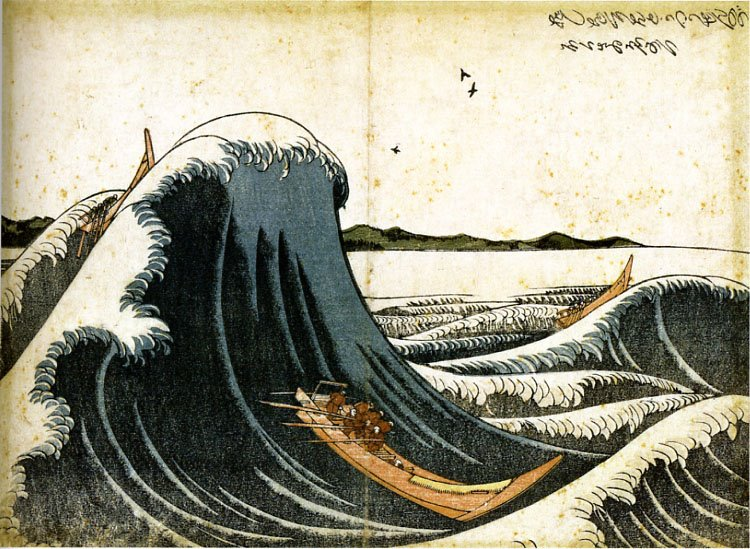
北斎が1805年に制作した『おしおくりはとうつうせんのづ』での波。オランダの銅版画に影響を受けた画風[要出典]で、押送船と波という題材を扱う

#### 署名

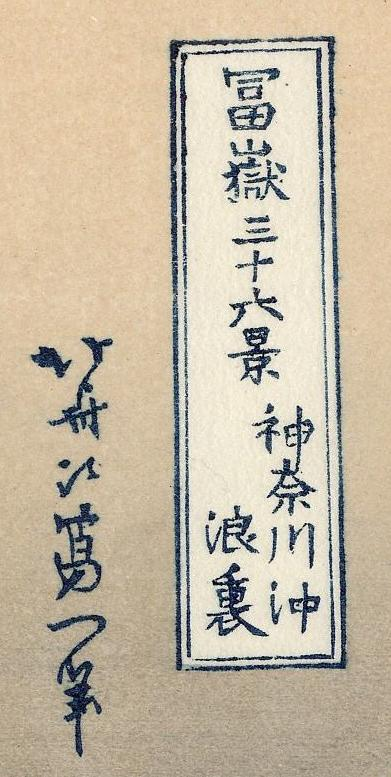
北斎の署名

画面左上の署名（落款）は、題名と署名からなる。縦長長方形の枠内に書かれた題名は「冨嶽三十六景 / 神奈川沖 / 浪裏 」。その左上に書かれた署名は「北斎改爲一筆（ほくさい・あらため・いいつ・ひつ） 」とある。

## 評価
版木の摩耗状態から、当時から人気が高かったことがうかがえる。日本や世界の主要な美術館に所蔵されているほか、個人収集家の所蔵も存在する。
現代でもオリジナルを入手することは可能である。2003年3月7日にユゲットベレスコレクションから摺絵の1枚が競売にかけられ2万3000ユーロの値がついたほか、2002年には本作品を含む冨嶽三十六景の46枚セットが135万ユーロで競売に掛けられた。

## 影響

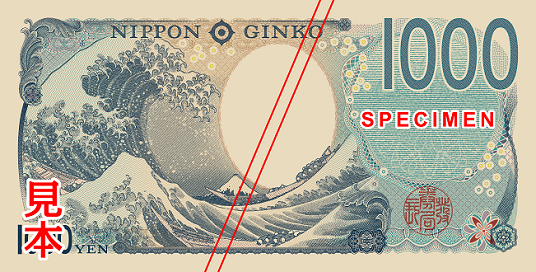
2024年発行の千円紙幣裏面

本作は1870年代後半にはヨーロッパに渡った。後期印象派の画家ゴッホが絶賛するなど、欧州の芸術家達に影響を与えた。なお、『海』（1905年）のスコアの表紙に『神奈川沖浪裏』が印刷されたことから、ドビュッシーがこの絵から曲の着想を得たという話があるが、根拠のない俗説である。
1963年10月6日発行の国際文通週間切手および2016年1月29日発行のグリーティング切手「グリーティングJAPAN」の1種に、本図が印刷された。
1970年の日本万国博覧会のオーストラリア館のデザインは、本図をヒントにした。
1994年8月3日にトルコで発行された観光切手の1種（額面は1万リラ）に、本図と酷似した図版が印刷された。同切手のテーマはラフティングであり、日本や海、北斎との関連性は不明。
米国のサーフィンのアパレルブランドであるクイックシルバー及びROXYのロゴモチーフになっている。
2015年1月19日にフランス郵政公社が発行した1.9ユーロ切手に本図が印刷された。
2019年、2024年発行の日本銀行券千円紙幣裏面に、本図が採用されることが発表された。
2020年2月4日から、外務省は日本国旅券の査証ページに本図ほか富嶽三十六景を採用したものを発行した
2020年に三井淳平が5万ピースのレゴブロックを使い、本図を立体的に表現した作品を制作した。